# Hemimyzon
Genre
Hemimyzon est un genre de poissons téléostéens de la famille des Balitoridae et de l'ordre des Cypriniformes.

## Liste des espèces
Selon FishBase (10 juillet 2015) 14 espèces :
- Hemimyzon confluens Kottelat, 2000
- Hemimyzon ecdyonuroides Freyhof & Herder, 2002
- Hemimyzon formosanus (Boulenger, 1894)
- Hemimyzon khonensis Kottelat, 2000
- Hemimyzon macroptera Zheng, 1982
- Hemimyzon megalopseos Li & Chen, 1985
- Hemimyzon nanensis Doi & Kottelat, 1998
- Hemimyzon papilio Kottelat, 1998
- Hemimyzon pengi (Huang, 1982)
- Hemimyzon pumilicorpora Zheng & Zhang, 1987
- Hemimyzon sheni Chen & Fang, 2009
- Hemimyzon songamensis Nguyen, 2005 - (non reconnu par Kottelat, M. (2012)[2])
- Hemimyzon taitungensis Tzeng & Shen, 1982
- Hemimyzon yaotanensis (Fang, 1931)

### Note
Également selon Kottelat, M. (2012) - (16 espèces):
- Hemimyzon elongata (Y. R. Chen & Z. Y. Li, 1985)
- Hemimyzon nujiangensis (W. Zhang & C. Y. Zheng, 1983)
- Hemimyzon tchangi C. Y. Zheng, 1982